# Guido Marini
Guido Marini (Génova, 31 de enero de 1965) es un sacerdote, jurista y obispo católico italiano, que actualmente se desempeña como obispo de Tortona. Fue Maestro de las Celebraciones Litúrgicas Pontificias, entre 2007 a 2021.

## Biografía
Guido nació el 31 de enero de 1965 en la ciudad italiana de Génova.
Ingresó en el seminario diocesano de Génova, donde estudió Teología.
Obtuvo el doctorado utriusque iuris en Derecho Canónico y Civil en la Universidad Pontificia Lateranense, en 2007. 
Se graduó en Psicología en la Universidad Pontificia Salesiana. 

### Sacerdocio
Fue ordenado sacerdote el 4 de febrero de 1989. 
Entre 1988 y 2003 actuó como secretario del arzobispo de Génova, los cardenales Giovanni Canestri, Dionigi Tettamanzi y Tarcisio Bertone, sucesivamente. 
Desde 1992 ha impartido Derecho Canónico en la sección de Génova de la Facoltà teologica dell'Italia settentrionale y en el Istituto Superiore di Scienze Religiose.
- Miembro del Consejo de Presbíteros de la Diócesis de Génova (1996 - 2001).

En 2002 fue nombrado Canónigo de la Catedral de San Lorenzo, de la que fue prefecto en 2003.
- Director del Ufficio Diocesano per l'Educazione e la Scuola. (2003 - 2005).

Nombrado canciller episcopal en 2005, dirigió ese mismo Consejo.

## Maestro de celebraciones litúrgicas
El 1 de octubre de 2007, el papa Benedicto XVI le nombró Maestro de las Celebraciones Litúrgicas Pontificias, sucediendo a Piero Marini. Junto con este nombramiento, se le concedió el título de Prelado de Honor de Su Santidad, el cual lleva anexo el tratamiento de Monseñor.
Fue el Maestro de las Celebraciones Litúrgicas Pontificias que cerró las puertas de la Capilla Sixtina en el Cónclave de 2013 pronunciado el «Extra Omnes» (Todos fuera) para la celebración del Cónclave.

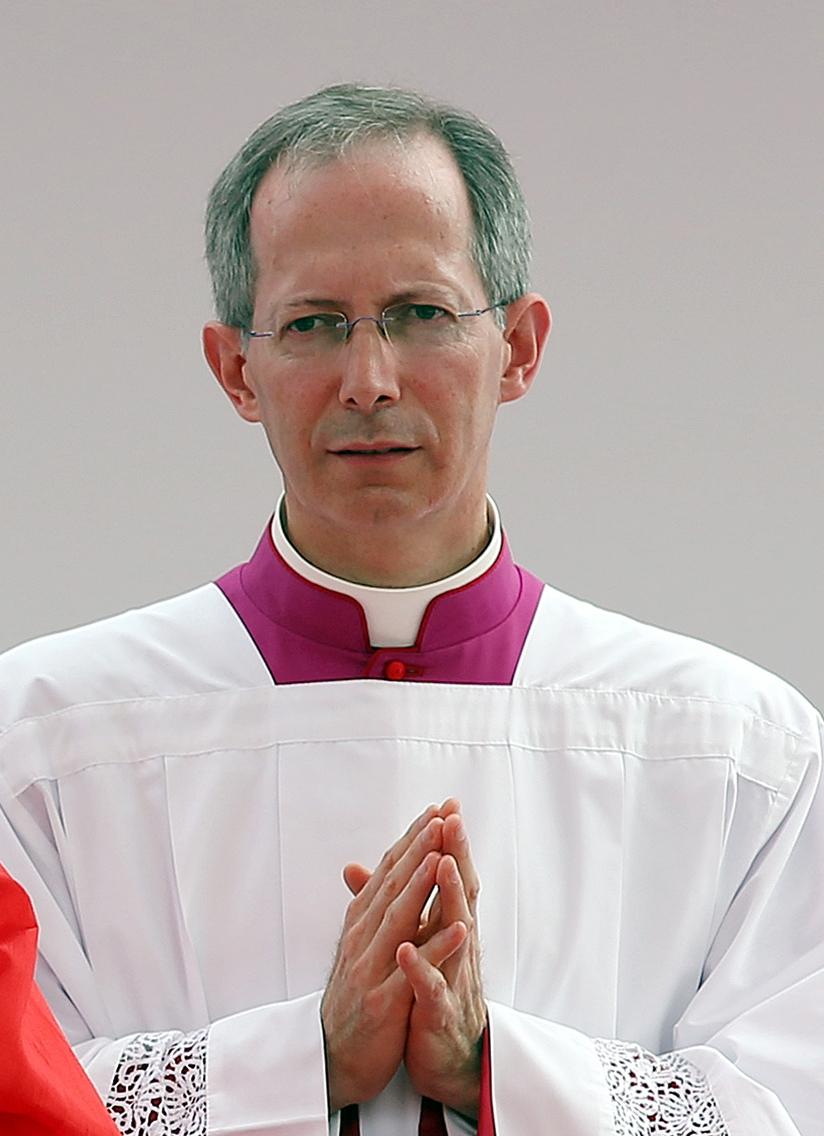
Marini en 2014.

El 19 de febrero de 2014 fue nombrado por el papa Francisco consultor de la Congregación para las Iglesias Orientales. 
En 2015, el papa Francisco hizo cambios a la ceremonia pública de investidura del palio a los arzobispos metropolitanos, enfatizando que la investidura es un evento eclesial de toda la diócesis, y no simplemente un evento jurídico o ceremonial. Marini dijo que a partir del 29 de junio del mismo año, la ceremonia de investidura del palio tendrá lugar en la diócesis de origen de cada arzobispo metropolitano y no en el Vaticano.
El 7 de noviembre de 2017 fue confirmado Maestro de las Celebraciones Litúrgicas Pontificias in aliud quinquennium.
El 19 de enero de 2019 fue nombrado el Responsable de la Capilla Musical Pontificia.
El 9 de julio de 2019 fue confirmado como consultor de la Congregación para las Iglesias Orientales,  in aliud quinquennium.

## Episcopado

### Obispo de Tortona
El 29 de agosto de 2021 el papa Francisco lo nombró obispo de Tortona. Fue consagrado el 17 de octubre del mismo año, en la Basílica de San Pedro, a manos del papa Francisco. Tomó posesión canónica el 7 de noviembre de ese mismo año, durante una ceremonia en la Catedral de Tortona.

## Obras
- Reflexiones litúrgicas de un maestro de ceremonias papal. Casa Newmann. 2011. ISBN 978-0977884650.